# سرطان كماني قزمي
سرطان كماني قزمي (الاسم العلمي: Uca pygmaea) هو نوع من الحيوانات يتبع جنس السرطان الكماني من فصيلة السرطانات الشبحية.